# Kamal al-Ganzouri
Kamal al-Ganzouri (en arabe : كمال الجنزوري), né le 12 janvier 1933 à El Bagour et mort le 31 mars 2021 au Nouveau Caire, est un économiste et homme d'État égyptien.

## Biographie
Ministre de la Planification et de la Coopération internationale, al-Ganzouri est nommé Premier ministre de l'Égypte par le président de la République, Hosni Moubarak, en janvier 1996. Il reste à ce poste jusqu'en octobre 1999, date à laquelle il est remplacé par Atef Ebeid.
Coulant une retraite politique aisée, Ganzouri est chargé par le Conseil suprême des forces armées de constituer un nouveau gouvernement le 24 novembre 2011.